# Sándor Kőrösi Csoma
Sándor Kőrösi Csoma (cunoscut și ca Alexander Csoma de Kőrös, n. 27 martie 1784, Chiuruș, Comitatul Trei Scaune, d. 11 aprilie 1842, Darjeeling, India) a fost un explorator și filolog secui din Transilvania. Cunoscut și pentru faptul că a publicat primul dicționar tibetan-englez, el este considerat părintele tibetologiei.
După terminarea studiilor la școala din localitatea natală, Csoma nu s-a înrolat pe viață în trupele de grăniceri (lucru de obicei obligatoriu pentru bărbații din acele regiuni de frontieră), ci, datorită intervenției tatălui său, i s-a permis să-și continue studiile la Colegiul Protestant din Aiud, unde studiile erau gratuite pentru un anumit grup de studenți (numiți gratistae) care în schimb erau obligați să efectueze muncă manuală. Studiile la Aiud le-a început în 1799, iar pentru a se susține material era și „servitor” al colegilor săi mai înstăriți și preda în vacanțe la școala din Orăștie.
La vârsta de 22 de ani, trecând cu succes examenele, a devenit un așa-numit academita (numit și patricius), adică un student eminent, trecând la studii mai avansate. Având note foarte bune, Csoma, care își însușise cunoștințe temeinice de latină și greacă, a primit o bursă din partea Principelui Transilvaniei, devenind astfel un așa-numit principista, una din obligații fiind să predea la clasele inferioare. Și-a continuat studiile timp de 7 ani- trei ani filosofie și 4 ani teologie. În această perioadă a devenit interesat de teoria huno-avaro-ungară și relația cu uigurii, o teorie susținută de unii dintre profesorii săi de la colegiu.
Csoma, care în afară de greacă, latină și maghiară, avea și cunoștințe de ebraică, franceză, română și germană, și-a terminat studiile superioare în 1814, dar a mai stat un an la Aiud ca director ales al uniunii studențești independente a colegiului.
În 1815 Csoma a primit așa-numita „bursă engleză” a colegiului, bursă care i-a permis să plece în februarie 1816 la studii la Universitatea din Göttingen, Germania. Datorită expansiunii coloniale, orientalistica devenise subiect de studiu de specializare la această universitate. Unul dintre profesorii de acolo, profesorul de studii biblice și orientalistică Johann Gottfried Eichhorn, avea ca una dintre responsabilitățile sale să se ocupe de studenții nou-veniți de la Colegiul din Aiud. El i-a predat lui Csoma limbile arabă și turcă. Tot el i-a atras atenția asupra importanței surselor istorice arabe pentru studiul originii ungurilor.
La Göttingen Csoma a făcut cunoștință cu o altă teorie referitoare la originea ungurilor (susținută de profesorul Julius Heinrich Kloproth), teorie conform căreia toate popoarele ugrice/ogure, inclusiv ungurii, sunt înrudite cu uigurii.
În 1818, Csoma a mers la Timișoara și la Zagreb pentru a învăța limba slavonă și alte limbi slavice.
Csoma a plecat în expediție pe cont propriu în noiembrie 1819 cu un pașaport temporar. A trecut prin București, Sofia, Plovdiv, Rhodos, Alexandria, Cipru, Beirut, Tripoli, Latakia (Siria), Aleppo etc.
Îmbrăcat în haine persane, a plecat în 1821 din Khorasan, trecând prin Bagdad, Teheran, Buhara, Lahore. O parte a călătoriei a petrecut-o în compania a doi ofițeri francezi, Jean-François Allard 8 and Jean-Baptiste Ventura, care l-au însoțit de la Peshawar la Lahore. De la Lahore a continuat înspre Cașmir, și apoi la Leh. Acolo l-a întâlnit pe ofițerul britanic William Moorcroft, care i-a dat cartea Alphabetum Tibetanum de Agostino Antonio Giorgi, și care l-a îndemnat pe Csoma să învețe limba tibetană. Cu scrisori de recomandare din partea lui Moorcroft, Csoma a fost acceptat de o mănăstire budistă din Zanskar din Munții Hindukuș în 1823, unde a studiat limba tibetană și budismul. Csoma, care a folosit numele Skander Beg la începutul călătoriei sale, a fost primul european care a ajuns prin acele locuri.
Între 1827-1834 a fost bursier al guvernului britanic la Ladakh, călătorind încă de două ori în Tibet. Din 1831 a locuit la Calcutta, India.
În 1834 a publicat prima gramatică a limbii tibetane, A Grammar of the Tibetan Language (publicată la Calcutta), iar un an mai târziu un dicționar tibetano-englez, Essay towards a dictionary Tibetan and English (Calcutta). Tot în 1835 a publicat Analysis of the Kandjur, o descriere a budismului.
A murit de malarie la Darjeeling, unde este înmormântat.

## Scrieri
- Essay Towards a Dictionary, Tibetan and English, Budapest: Akadémiai Kiadó, 1984.
- Grammar of the Tibetan Language, Budapest: Akadémiai Kiadó, 1984.
- Sanskrit-Tibetan-English vocabulary: being an edition and translation of the Mahāvyutpatti, Budapest: Akadémiai Kiadó, 1984.

## Opere despre Kőrös Csoma
- Life and Works of Alexander Csoma de Kőrös: a Biography Compiled Chiefly from Hitherto Unpublished Data: with a brief notice of each of his unpublished works and essays, as well as of his still extant manuscripts, Theodore Duka. London: Trübner, 1885.
- Hermit-Hero from Hungary, Alexander Csoma de Koros, the Great Tibetologist, Hirendra Nath Mukerjee. New Delhi: Light & Life Publishers, 1981.
- Alexandre Csoma de Kőrös, Bernard Le Calloch̓. Paris: La nouvelle revue tibétaine, 1985.
- The Hungarian Who Walked to Heaven (Alexander Csoma de Koros 1784-1842), Edward Fox. Short Books, 2001.
- A Guest of Life, un film de Tibor Szemző, 2006. IMDB
- Zangla - Path of Csoma, un film de Zoltán Bonta, 2008.

## Catalogul Colecției Kőrös
- Collection of Tibetan mss. and xylographs of Alexander Csoma de Kőrös. József Terjék. Budapest: Magyar Tudományos Akadémia Könyvtára, 1976.

## Distincții
- Canonizat ca bodhisattva, Tokio, 1933[8]